# یواس‌ان‌اس ویکتوریوس (تی-ای‌جی‌اواس-۱۹)
یواس‌ان‌اس ویکتوریوس (تی-ای‌جی‌اواس-۱۹) (به انگلیسی: USNS Victorious (T-AGOS-19)) یک کشتی است که طول آن ۲۳۵ فوت (۷۲ متر) می‌باشد. این کشتی در سال ۱۹۸۸ ساخته شد.